# Nismo
A Nismo egy japán autóverseny-csapat, amelyet a Nissan alapított, illetve szinte mindig ezen a néven indul a nemzetközi bajnokságon.
A Nismo a Nissan Motorsports rövidítése.
A Nismo többször részt vett a japán túraautó-bajnokságban (JTCC, JGTC, majd Super GT), a Formula–E-ben, valamint a Le Mans-i 24 órás autóversenyen (a Nismo utóbbin való indulását mutatja be a Gran Turismo című film).
A Nismo egyben a Nissan hivatalos tuningcége: legismertebb modellje a Nismo 400R.
A Nismo 2022-ben megszűnt cégként létezni, mivel a rokon Autech vállalattal együtt beolvadt a Nissan új leányvállalatába, a Nissan Motorsport & Customizing-be.
A Nismo termékei közé a Nissan sportautói (GT-R és 370Z) tartoznak, illetve a cég hagyományos autóinak tuningolt változatai (Sentra, Frontier, stb.) Hamarosan csatlakozik a kínálathoz a ferdehátú Nissan Pulsar Nismo és az elektromos Nissan Leaf is.